# Peptidoglicano
Il peptidoglicano, noto anche come mureina, è un polimero costituito da zuccheri e amminoacidi che forma uno strato simile a una rete al di fuori della membrana plasmatica della maggior parte dei batteri, formando la parete cellulare. La componente zuccherina consiste in residui alternati di N-acetilglucosamina (NAG) e acido N-acetilmuramico (NAM). Attaccata all'acido N-acetilmuramico è una catena peptidica da tre a cinque amminoacidi. La catena del peptide può essere reticolata alla catena del peptide di un altro filamento che forma lo strato tridimensionale della rete. 
Il peptidoglicano svolge un ruolo strutturale nella parete cellulare batterica, conferendo forza strutturale, oltre a contrastare la pressione osmotica del citoplasma. 
Un malinteso comune è che il peptidoglicano conferisca alla cellula la sua forma; tuttavia, mentre il peptidoglicano aiuta a mantenere la resistenza strutturale della cellula, è in realtà la proteina MreB che facilita la forma cellulare. 
Il peptidoglicano è anche coinvolto nella scissione binaria durante la riproduzione delle cellule batteriche.
Lo strato di peptidoglicano è sostanzialmente più spesso nei batteri Gram-positivi (da 20 a 80 nanometri) rispetto ai batteri Gram-negativi (da 7 a 8 nanometri), con l'attacco dello strato S. Il peptidoglicano costituisce circa il 90% del peso secco dei batteri Gram-positivi e solo il 10% dei ceppi Gram-negativi. Pertanto, la presenza di alti livelli di peptidoglicano è il determinante principale della caratterizzazione dei batteri come Gram-positivi. Nei ceppi Gram-positivi, è importante in ruoli di attaccamento e scopi di sierotipizzazione. Per i batteri Gram-positivi e Gram-negativi, particelle di circa 2 nm possono passare attraverso il peptidoglicano.

## Struttura
È costituito da una ripetizione di lamine sottili composte di glican-tetrapeptide legate insieme da legami crociati tetrapeptidici tra amminoacidi delle unità adiacenti. Il glican-tetrapeptide è frutto di due derivati polisaccaridici, l'N-acetilglucosamina e l'acido N-acetil-muramico e da un piccolo gruppo di amminoacidi.
I due acidi formano catene alternandosi tra loro con legami glicosidici β(1-4), tali catene si legano le une alle altre, formando una lamina, grazie a ponti amminoacidici tra acidi N-acetilmuramici di due diverse catene adiacenti. 
Tra l'amminoacido in posizione tre della prima catena amminoacidica (ossia l'acido meso-diaminopimelico nei batteri Gram-negativi o lisina e ornitina nei Gram-positivi) e l'amminoacido in quarta posizione della catena amminoacidica adiacente si instaurano dei legami crociati. Questi sono legami carbo-amminici, in quanto avvengono tra il gruppo carbossilico della D-alanina (posizione 4) e il gruppo amminico (posizione 3).
Il ponte amminoacidico si innesta sul carbonio 3 dello zucchero che costituisce l'acido, ma varia nella sua composizione a seconda del tipo di batterio (Gram-positivo o negativo).
Nei Gram-negativi vi sono due sequenze direttamente legate: [L-Ala / D-Glu / DAP (acido diaminopimelico) / D-Ala] lega con il gruppo amminico del DAP il gruppo carbossilico della D-Ala terminale della sequenza [L-Ala / D-Glu / DAP / D-Ala].
Nei Gram-positivi invece due sequenze in parte simili sono collegate da un ponte peptidico, costituito nel caso più semplice da glicine: [L-Ala / D-Glu-NH2 / L-Lys / D-Ala] il ponte si instaura tra la L-Lys (solo in pochissimi casi è sostituita dal DAP) e la D-Ala terminale della catena [L-Ala / D-Glu-NH2 / L-Lys / D-Ala].

## Biosintesi
La biosintesi del peptidoglicano comincia nel citoplasma, dove l'amminoacido glutammina dona un gruppo amminico allo zucchero fruttosio 6-fosfato, trasformandolo in glucosamina-6-fosfato. L'acetil-Coenzima A trasferisce invece un gruppo acetile consentendo la formazione della N-acetilglucosamina-6-fosfato, che a sua volta diviene N-acetilglucosamina-1-fosfato grazie a una isomerizzazione. La N-acetilglucosamina-1-fosfato (NAG) si unisce all'uridintrifosfato (UTP) con perdita di un pirofosfato e conseguente formazione di NAG-UDP. Il complesso NAG-UDP viene mutato dal fosfoenolpiruvato (PEP) e dall'NADPH in UDP-NAM (UDP acido-N-aceti-muramico).
Al gruppo carbossilico del NAM vengono aggiunti gli amminoacidi L-alanina, acido D-glutammico e L-lisina, che nei Gram-negativi è sostituita dall'acido mesodiaminopimelico (DAP), al terzo amminoacido verranno poi collegati amminoacidi caratteristici per ogni specie batterica. Infine vengono attaccate al tripeptide due D-alanine, formate a partire dalla L-alanina tramite la D-alanin-racemasi . Si forma così una molecola di UDP-NAM-pentapeptide, il Nucleotide di Park.
Questo complesso viene trasferito sul bactoprenolo fosfato, un trasportatore lipidico presente nella membrana citoplasmatica che si occupa del passaggio dei precursori del peptidoglicano dall'ambiente citoplasmatico al periplasma. Il legame con questo trasportatore porta al rilascio di UMP e alla formazione del complesso NAM-pentapeptide-bactoprenolo-P-P che è detto "lipide I".
Il lipide I subisce la transglicosidazione di NAG proveniente da UDP-NAG, dando il disaccaride NAM-NAG: si forma il legame β1,4 glicosidico tra i due zuccheri e si ha rilascio di UDP. Il complesso NAG-NAM-pentapeptide-bactoprenolo-P-P è detto "lipide II" e contiene l'unità fondamentale del peptidoglicano.
Una volta trasportato sul versante periplasmatico della membrana cellulare il NAG-NAM-pentapetide andrà ad aggiungersi alle altre unità strutturali della mureina, grazie all'enzima transglicosilasi che porterà alla formazione di legami β,1-4 glucosidici NAM-NAG-NAM-NAG. L'enzima transpeptidasi (una Penicilin Binding Protein PBP) è invece responsabile dei legami crociati tra la quarta D-alanina e il terzo amminoacido adiacente. Poiché al di fuori del citoplasma non vi è ATP, la reazione dovrà trarre energia dal distacco della quinta D-alanina dal pentapeptide. Nei batteri Gram-negativi la D-alanina si lega direttamente al DAP mentre nei Gram-positivi il legame con la L-lisina avviene con l'interposizione degli amminoacidi specifici.

La transpeptidasi è il bersaglio dei Beta-lattamici, classe di antibiotici che la inibiscono (es.: Penicillina), bloccando la sintesi della parete.

Meccanismo enzimatico di formazione del reticolato in una nuova membrana cellulare batterica.

## Caratteristiche
Il peptidoglicano è esclusivo del regno dei Bacteria: sia l'acido N-acetilmuramico sia il DAP sono del tutto assenti nella parete cellulare degli Eukarya e degli Archea. In questi ultimi è invece possibile trovare un costituente polisaccaridico molto simile, noto come pseudopeptidoglicano.